# Sunny Leone
Karenjit Kaur Vohr (sinh ngày 13 tháng năm 1981) được biết đến nhiều với nghệ danh Sunny Leone là một nữ diễn viên, doanh nhân, người mẫu và là cựu nữ diễn viên khiêu dâm người Mỹ - Canada gốc Ấn Độ. Cô bắt đầu nổi tiếng vào năm 2003 khi tham gia vào bộ phim Penthouse Pet of the Year vào năm 2003 và sau đó cô ký hợp đồng với hãng Vivid Entertainment. Năm 2010, cô lọt top 12 ngôi sao khiêu dâm hàng đầu trên Tạp chí Maxim, ngoài ra cô cũng tham gia một số phim điện ảnh và chương trình truyền hình. Bộ phim đầu tiên của cô tại Bollywood là phim kinh dị khiêu dâm Jism 2 (2012), và hiện nay cô tiếp tục tham gia trong các bộ phim tiếng Hin-di.

## Tiểu sử
Leone đã được sinh ra ở Sarnia, Ontario. Cha cô được sinh ra ở Tây Tạng và lớn lên ở Delhi, trong khi mẹ cô (mất năm 2008) đến từ Sirmaur, Himachal Pradesh.
Mặc dù gia đình cô theo tôn giáo Sikh,nhưng cha mẹ cô cho cô theo học tại một trường Công giáo. Nụ hôn đầu tiên của cô khi cô 11 tuổi,cô bị mất trinh vào năm 16 tuổi với một cầu thủ bóng rổ học khác trường, và cô phát hiện thiên hướng tình dục lưỡng tính của mình ở tuổi 18. Khi cô 13 tuổi, gia đình cô chuyển tới Fort Gratiot,Michigan,sau đó chuyển đến Lake Forest, California một năm sau đó

## Cuộc sống riêng tư
Tháng 6 năm 2006, Leone đã trở thành một công dân Mỹ,nhưng cô vẫn là một công dân Canada. Ngày 14 tháng 4 năm 2012, Leone thông báo cô chính thức trở thành một công dân Ấn Độ, trong một cuộc phỏng vấn với The New Indian Express cô giải thích rằng cô đủ điều kiện để trở thành một công dân Ấn Độ bởi vì cha mẹ cô đã từng sinh sống ở Ấn Độ
.

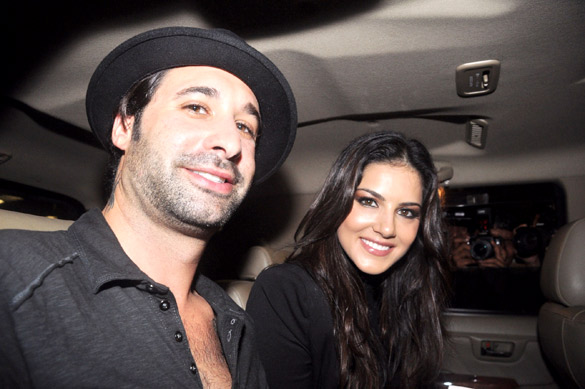
Sunny Leone cùng với chồng - Daniel Weber tại Ấn Độ trong phim Jism 2

Mặc dù là người lưỡng tính,nhưng cô đã tuyên bố rằng cô ưa thích những người đàn ông hơn, Leone đã đính hôn với Matt Erikson - phó chủ tịch tiếp thị của Playboy Enterprises nhưng họ chia tay vào năm 2008.Sunny Leone đã từng hẹn hò đứng lên diễn viên hài Russell Peters một thời gian ngắn vào năm 2008.Cô kết hôn với Daniel Weber vào năm 2011.
Trong thời gian rảnh rỗi, sở thích của cô là những bức tranh trừu tượng, cưỡi ngựa, đọc sách, chơi World of Warcraft, xem phim The Simpsons và kênh Discovery. Cô cũng đã từng chơi cho một câu lạc bộ bóng đá phụ nữ tại California. Địa điểm ưa thích của cô trong những kỳ nghỉ là Hawaii, và các món ăn yêu thích của cô là các món ăn Ý.

## Danh sách phim

### Phim điện ảnh
| Năm  | Phim               | Nhân vật    | Ngôn ngữ  | Ghí chú       |
| ---- | ------------------ | ----------- | --------- | ------------- |
| 2004 | The Girl Next Door |             | Tiếng Anh | Khách mời     |
| 2008 | Pirate's Blood     | Sunny       | English   |               |
| 2010 | The Virginity Hit  | Sunny       | English   |               |
| 2012 | Jism 2             | Izna        | Hindi     |               |
| 2013 | Shootout at Wadala | Laila       | Hindi     |               |
| 2013 | Jackpot            | Maya        | Hindi     |               |
| 2014 | Ragini MMS 2       | Sunny Leone | Hindi     |               |
| 2014 | Tina and Lolo      | Tina        | Hindi     | Chưa sản xuất |
| 2014 | Vadacurry          |             | Tamil     |               |
| 2014 | Mastizaade         | Laila Lele  | Hindi     | Chưa sản xuất |
| 2014 | Current Theega     |             | Telugu    | Chưa sản xuất |

### Phim khiêu dâm
| Năm  | Tên                                          | Nhân vật            | Ghi chú |
| ---- | -------------------------------------------- | ------------------- | ------- |
| 2002 | Penthouse Video: Virtual Harem               | Sunny               |         |
| 2003 | Deadly Stingers                              | Hot Tub Hussey      |         |
| 2004 | Mystique Presents H20hh                      |                     |         |
| 2004 | Busty Cops                                   | Taluca Lake         |         |
| 2004 | Lingerie: The Secret Art of Seduction        | Sunny               |         |
| 2005 | Centerfold Fetish                            |                     |         |
| 2005 | Sunny                                        |                     |         |
| 2005 | Alabama Jones and the Busty Crusade          | Queen of the Jungle |         |
| 2006 | Busty Cops 2                                 | Taluca Lake         | Sequel  |
| 2006 | Virtual Vivid Girl Sunny Leone               | Sunny Leone         |         |
| 2006 | Sunny & Cher                                 | Sunny               |         |
| 2006 | The Female Gardener                          |                     |         |
| 2007 | Debbie Does Dallas... Again                  | Corky               |         |
| 2007 | Sunny Loves Matt                             | Sunny               |         |
| 2007 | It's Sunny in Brazil                         |                     |         |
| 2007 | The Sunny Experiment                         |                     |         |
| 2008 | The Other Side of Sunny                      |                     |         |
| 2008 | Dark Side of the Sun                         |                     |         |
| 2008 | Descent Into Bondage                         |                     |         |
| 2008 | Costumed Damsels in Distress                 | Gypsy girl          |         |
| 2008 | The House of Naked Captives                  |                     |         |
| 2009 | Undress Me                                   |                     |         |
| 2009 | Deviance                                     |                     |         |
| 2009 | Naughty America 4 Her 6                      |                     |         |
| 2009 | Sunny's Sluber Party                         | Sunny               |         |
| 2009 | Sunny's Big Adventure                        |                     |         |
| 2010 | Live Gonzo                                   |                     |         |
| 2010 | Shut Up and Fuck Me                          |                     |         |
| 2010 | Sunny's Casting Couch: I Wanna Be a Pornstar |                     |         |
| 2010 | All Sunny All the Time                       |                     |         |
| 2010 | Sunny Leone Loves HD Porn                    |                     |         |
| 2010 | Sunny Leone Loves HD Porn 2                  |                     |         |
| 2010 | Girlfriends 2                                |                     |         |
| 2010 | Hocus Pocus XXX                              | Townsfolk           |         |
| 2010 | Gia: Portrait of a Porn Star                 | Gia                 |         |
| 2010 | Not Charlie's Angels XXX                     | Kelly               |         |
| 2011 | Roleplay                                     |                     |         |
| 2011 | Sunny & the Suitcase                         | Sunny               | Ngắn    |
| 2011 | Lies: Diary of an Escort                     |                     |         |
| 2011 | Bang Van Blowout with Nick Swardson          |                     | Ngắn    |
| 2012 | Sunny Leone: Goddess                         |                     |         |
| 2012 | Lesbian Workout                              |                     |         |
| 2012 | Sunny Leone: Erotica                         |                     |         |
| 2012 | Home Alone                                   |                     |         |
| 2013 | Charlie's Girl: Georgia Jones                |                     |         |

## Phim truyền hình
| Tên  | Chương trình                      | Nhân vật   | Kênh                | Ghi chú  |
| ---- | --------------------------------- | ---------- | ------------------- | -------- |
| 2005 | MTV Awards                        | Reporter   | MTV India           |          |
| 2007 | Debbie Does Dallas                | Herself    | Showtime            | Tài liệu |
| 2008 | My Bare Lady 2: Open for Business | Contestant | Fox Reality Channel |          |
| 2008 | Co-Ed Confidential                | Stripper   | Cinemax After Dark  |          |
| 2011 | Bigg Boss 5                       | Contestant | Colors              |          |
| 2014 | Haunted Weekends with Sunny Leone | Host       | MTV India           |          |

## Giải thưởng
| Năm  | Lễ trao giải | Hạng mục                                          |                |
| ---- | ------------ | ------------------------------------------------- | -------------- |
| 2008 | XBIZ         | Web Babe of the Year                              |                |
| 2010 | AVN          | Best All-Girl Group Sex Scene                     |                |
| 2010 | AVN          | Web Starlet of the Year                           |                |
| 2010 | F.A.M.E.     | Favorite Breasts                                  |                |
| 2012 | XBIZ         | Porn Star Site of the Year                        | SunnyLeone.com |
| 2013 | AVN          | Crossover Star of the Year (tied with James Deen) |                |